# Mito fundacional

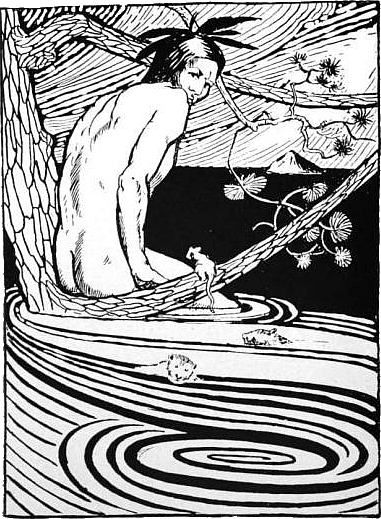
Nanabozho en el árbol sobre la inundación, ilustración de merican Indian Fairy Tales Folklore and Legends (1905). La historia de una gran inundación es un mito de fundación de muchas culturas.

Mito fundacional o mito fundador (aition αἴτιον, "causa" en griego) es el mito etiológico que explica el origen de un rito o una polis; aunque también se aplica al de cualquier grupo, costumbre, creencia, filosofía, disciplina, idea o nación.
El protagonista de la fundación es un tipo de héroe (epónimo -monumento de los héroes epónimos-, oikistés —fundador de una colonia—, héroe civilizador).

En muchos mitos es el gran exterminador de monstruos y ayuda a los hombres a librarse de... terroríficas plagas... inventó los oficios y las artes e instituyó las leyes [nomothete] y las ceremonias.... En muchas versiones... mediante el engaño o la lucha con... [quien] no quiere entregar o difundir sus descubrimientos. A veces... es el padre de unos gemelos; otras veces... los gemelos encarnan la escisión de las dos potencias... la de producir o crear y la de destruir.

Es muy habitual entre los mitos fundacionales de distintos pueblos y culturas la repetición de elementos comunes (arquetipos):
La identificación con un animal, rasgo que la antropología ha popularizado con la palabra "tótem".
El surgimiento de los elementos: del fuego, del aire, de la tierra (ctónico), del agua o, mejor aún, del espacio confuso e intermedio entre el agua y la tierra (el barro, la marisma, la ciénega).

## Naturaleza de los mitos de origen
Los mitos de origen son narraciones que explican cómo una determinada realidad llegó a existir. A menudo sirven para justificar el orden establecido atribuyendo su instauración a fuerzas sagradas (véase más adelante la sección Función social). La línea divisoria entre los mitos cosmogónicos (que describen el origen del mundo) y los mitos de origen no siempre está clara. Un mito sobre el origen de una parte específica del mundo presupone la existencia del propio mundo, que a menudo se basa en un mito cosmogónico. Por lo tanto, los mitos de origen pueden considerarse como una ampliación y construcción de los mitos cosmogónicos de sus culturas. En las culturas tradicionales, es habitual que la recitación de un mito de origen vaya precedida de la recitación de un mito cosmogónico.
Dentro de los círculos académicos, el término "mito" suele utilizarse específicamente para referirse a los mitos de origen y cosmogónicos. Los folcloristas, por ejemplo, reservan el término "mito" para las historias que describen la creación. Las historias que no se centran principalmente en los orígenes se clasifican como "leyenda" o "cuento popular", que son distintos de los mitos según los folcloristas. Mircea Eliade, historiador, sostiene que en muchas culturas tradicionales, casi todas las historias sagradas pueden considerarse mitos de origen. Las sociedades tradicionales a menudo modelan su comportamiento a partir de acontecimientos sagrados y ven sus vidas como un retorno cíclico a una época mítica. Como resultado, casi todas las historias sagradas describen acontecimientos que establecen un nuevo marco para el comportamiento humano, lo que las convierte esencialmente en historias de creación.

## Función social
Un mito de origen a menudo funciona para justificar el estado actual de las cosas. En las culturas tradicionales, las entidades y fuerzas descritas en los mitos de origen suelen considerarse sagradas. Así, al atribuir el estado del universo a las acciones de estas entidades y fuerzas, los mitos de origen confieren al orden actual un aura de sacralidad: "Los mitos revelan que el Mundo, el hombre y la vida tienen un origen y una historia sobrenaturales, y que esta historia es significativa, preciosa y ejemplar" Muchas culturas inculcan la expectativa de que la gente tome a los dioses y héroes míticos como sus modelos de conducta, imitando sus actos y manteniendo las costumbres que establecieron:
Cuando el misionero y etnólogo C. Strehlow preguntó a los arunta australianos por qué realizaban determinadas ceremonias, la respuesta fue siempre: "Porque los antepasados así lo ordenaron". Los kai de Nueva Guinea se negaban a cambiar su forma de vivir y trabajar, y así lo explicaban: "Así lo hicieron los nemu (los antepasados míticos), y nosotros hacemos lo mismo". Preguntado por el motivo de un detalle concreto en una ceremonia, un cantor navajo respondió: "Porque el Pueblo Sagrado lo hizo así en primer lugar". Encontramos exactamente la misma justificación en la oración que acompaña a un primitivo ritual tibetano: "Como se ha transmitido desde el principio de la creación de la tierra, así debemos sacrificar.... Como lo hicieron nuestros antepasados en la antigüedad, así lo hacemos ahora".
Eliade, pp. 6-7

## Mito fundacional

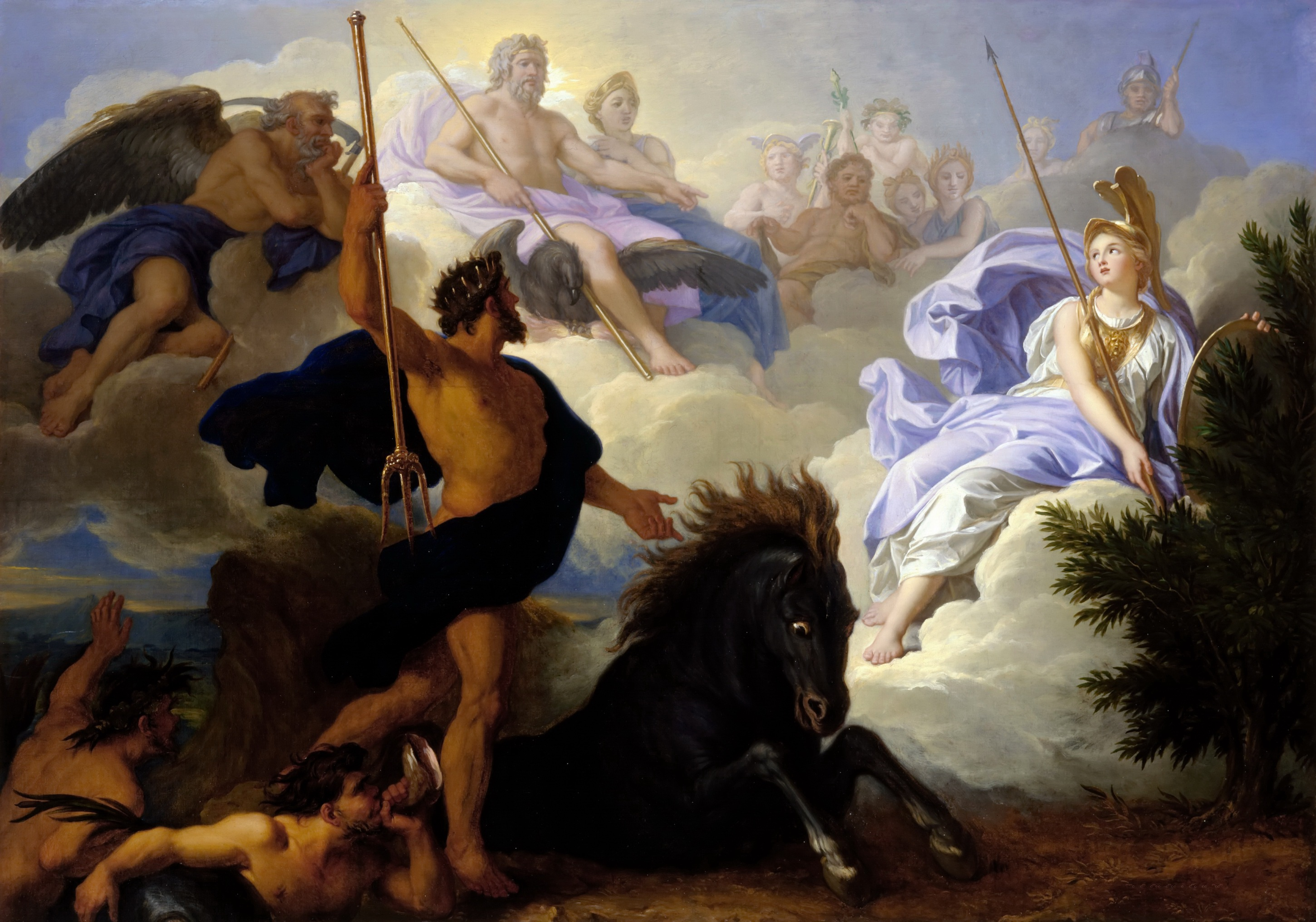
La disputa de Minerva y Neptuno (c. 1689 o 1706) de René-Antoine Houasse, que representa el mito fundador de Atenas

Un "mito fundador" o mito etiológico (en griego aition) explica:
- los orígenes de un ritual o de la fundación de una ciudad
- la etnogénesis de un grupo presentado como una genealogía[11] con un padre fundador y, por tanto, de una nación (natio, 'nacimiento')
- los orígenes espirituales de una creencia, filosofía, disciplina o idea - presentados como una narración

A partir de los tiempos protohistóricos, muchas civilizaciones y reinos adoptaron alguna versión de un modelo heroico de mito de origen nacional, incluidos los hititas y la dinastía Zhou en la Edad de Bronce; los escitas, wusun, romanos y goguryeo en la Antigüedad; turcos y mongoles durante la Edad Media; y el Kanato de Zungaria a finales del Renacimiento.
En el mito fundacional de la dinastía Zhou en China, la Dama Yuan realiza un sacrificio ritual para concebir y queda embarazada tras pisar la huella del Rey del Cielo. Da a luz a un hijo, Hou Ji, al que deja solo en lugares peligrosos donde es protegido por ovejas, ganado, pájaros y leñadores. Convencida de que es un ser sobrenatural, se lo lleva y lo cría. Cuando llega a la edad adulta, asume el cargo de Maestro de Caballos en la corte del Emperador Yao, y se convierte en un exitoso cultivador de cereales, calabazas y judías. Según la leyenda, se convierte en fundador de la dinastía Zhou tras derrocar al malvado gobernante de Shang..
Al igual que otras civilizaciones, los escitas también afirmaban descender del hijo del dios del cielo. Un día, la hija del dios del río Dniéper robó los caballos de un joven mientras éste arreaba su ganado, y le obligó a acostarse con ella antes de devolvérselos. De esta unión concibió tres hijos, a los que dio el arco de su padre cuando alcanzaron la mayoría de edad. El hijo que pudiera tensar el arco se convertiría en rey. Todos lo intentaron, pero sólo el más joven lo consiguió. En su intento, cayeron del cielo tres objetos de oro: un arado y un yugo, una espada y una copa. Cuando los dos mayores intentaron recogerlos, el fuego se lo impidió. Después de esto, se decidió que el hijo menor, Escites, se convertiría en rey, y su pueblo sería conocido como escitas.<>
La Torah (o Pentateuco, como lo llaman a veces los biblistas) es el nombre colectivo de los cinco primeros libros de la Biblia: Génesis, Éxodo, Levitico, Números y Deuteronomio. Constituye el mito fundacional de Israel, la historia de los orígenes del pueblo y los cimientos de su cultura e instituciones, y es un principio fundamental del judaísmo que la relación entre Dios y su pueblo elegido se estableció en el Monte Sinaí a través de la Torá, aunque muchas historias están adaptadas de religiones más antiguas.
Un mito fundacional puede servir como exemplum primario, como el mito de Ixión, que fue el ejemplo griego original de un asesino impuro por su crimen, que necesitaba limpieza (catarsis) de su impureza.
Los mitos fundacionales ocupan un lugar destacado en la mitología griega. "Los antiguos rituales griegos estaban ligados a grupos locales prominentes y, por tanto, a localidades específicas", ha observado Walter Burkert, "es decir, los santuarios y altares que se habían establecido para siempre". Así, los mitos fundacionales griegos y hebreos establecían la relación especial entre una deidad y la población local, que remontaba sus orígenes a un héroe y autentificaba sus derechos ancestrales a través del mito fundacional. Los mitos fundacionales griegos a menudo encarnan una justificación para el antiguo derrocamiento de un orden más antiguo y arcaico, reformulando un acontecimiento histórico anclado en el mundo social y natural para valorizar las prácticas comunitarias actuales, creando narrativas simbólicas de "importancia colectiva" enriquecida con metáforas para dar cuenta de las cronologías tradicionales, y construyendo una etiología considerada plausible entre quienes tienen una inversión cultural. .
Desde el punto de vista griego, el pasado mítico tenía profundas raíces en el tiempo histórico, sus leyendas tratadas como hechos, como ha señalado Carlo Brillante, sus protagonistas heroicos vistos como vínculos entre la "edad de los orígenes" y el mundo mortal y cotidiano que le sucedió. Un traductor moderno de la Argonáutica de Apolonio ha señalado, de las muchas aitia incluidas como digresiones en esa epopeya helenística, que "crucial para la estabilidad social tenía que ser la función de los mitos de proporcionar explicaciones, autorización o empoderamiento para el presente en términos de orígenes: esto podía aplicarse, no sólo a los mitos fundacionales o estatutarios y árbol genealógicos (apoyando así las reivindicaciones familiares o territoriales), sino también a las opciones morales personales. " En el período posterior a que Alejandro Magno expandiera el mundo helenístico, la poesía griega -Calímaco escribió una obra entera titulada simplemente Aitia- está repleta de mitos fundacionales. Simon Goldhill emplea la metáfora de la sedimentación al describir el establecimiento de capas por parte de Apolonio "donde cada objeto, culto, ritual, nombre, puede abrirse... en una narrativa de origen, y donde cada narrativa, cada acontecimiento, puede conducir a un culto, ritual, nombre, monumento."
Un ejemplo notable es el mito de la fundación de Roma -el relato de Rómulo y Remo, que Virgilio a su vez amplía en su Eneida con la odisea de Eneas y su arrasamiento de Lavinio, y la posterior reubicación y gobierno de su hijo Iulo en el lugar de nacimiento de los famosos gemelos Alba Longa, y su descendencia de su línea real, encajando así perfectamente en el canon de acontecimientos ya establecido. Del mismo modo, la historia del Éxodo del Antiguo Testamento sirve como mito fundador de la comunidad de Israel, contando cómo Dios liberó a los israelitas de la esclavitud y cómo, por tanto, le pertenecieron a través del Pacto del monte Sinaí.
Durante la Edad Media, los mitos fundacionales de las comunas medievaless del norte de Italia manifestaban la creciente confianza en sí misma de la población urbana y la voluntad de encontrar un origen romano, por tenue y legendario que fuera. En la Padua del siglo XIII, cuando cada municipio buscaba un fundador romano -y si no lo había, lo inventaba-, en la ciudad circulaba una leyenda que atribuía su fundación al troyano Antenor.
Los héroes más grandes que la vida siguen reforzando los mitos de origen de muchas naciones y sociedades nuevas. En los contextos coloniales de la era moderna, oleadas de individuos y grupos pasan a un primer plano en la historia popular como formadores y ejemplos de los ideales de un grupo: exploradores seguidos de conquistadores seguidos de desarrolladores/explotadores. Por ejemplo, los conquistadoress de los imperios ibéricos, los bandeirantes de Brasil, los coureurs des bois de Canadá, los cosacoss y los promyshlenniki de Siberia y Alaska, las bandas de pioneros del centro y oeste de Estados Unidos y los voortrekkers del sur de África.

## Mitos judeocristianos
Son en gran medida compartidos por las civilizaciones mesopotámicas y del Antiguo Oriente Próximo.
Adán y Eva son creados por Dios (Adán, del barro y el aliento divino; Eva, de una costilla de Adán) y puestos en el jardín del Edén, donde Adán pone nombre a todos los animales. La curiosidad lleva a Eva a caer en la tentación que le pone la serpiente: (Satanás) y comer la fruta prohibida (la del árbol de la ciencia del bien y del mal) y hacerla comer a Adán. Al comer, pierden la inocencia, y desobedecieron  (pecado original desobediecia). 
Al adquirir conciencia de su desnudez, se avergüenzan. Como castigo, son expulsados (del paraíso ) y condenados respectivamente al trabajo de la tierra y al parto doloroso.
Años después la gente era muy malvada y eran inmorales no adoraban a Dios. Noé es advertido por Dios del castigo, la destrucción de los malvados, con el Diluvio universal que exterminará a todo hombre y animal terrestre, la gente no creyó y no se salvan, excepto su familia y muchos animales, una pareja de cada especie, que introdujeron en una gigantesca arca.
La construcción de la Torre de Babel, Nemrod un Rey Malo, asesinaba a gente, quería Poder, y dominar el Mundo, muestra el orgullo, provoca el castigo de Dios, y Dios realiza la multiplicidad y confusión de las lenguas, distintos idiomas de la gente y se dispersan. Nemrod pierde.

## Mitos griegos
La fundación y patronazgo divino de Atenas se narra como una competición entre Poseidón y Atenea. El dios clavó su tridente en tierra, de donde surgió el caballo (o bien una fuente de agua salada, o bien un manantial y cuatro caballos); mientras que la diosa hizo lo propio con su lanza, de donde surgió el olivo. Los habitantes de la futura polis (o bien los propios dioses) juzgaron más conveniente este segundo don, aunque ello trajo como consecuencia la cólera del dios vencido, que sólo se calmó tras una decisión arbitral (de Cecrops) por la cual las mujeres atenienses no tendrían los derechos de ciudadanía, estando sujetas a sus maridos, y los hijos llevarían el nombre de sus padres, no el de sus madres.

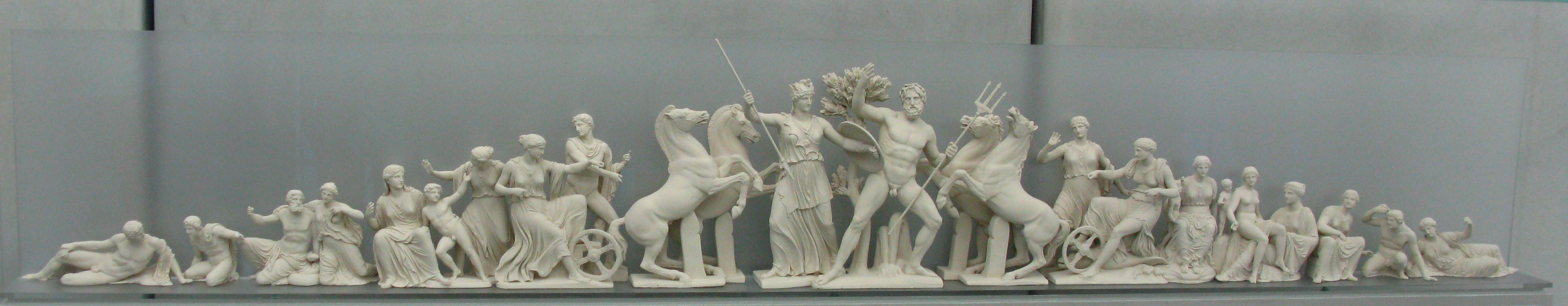
La competición entre Atenea y Poseidón es el tema del frontón occidental del Partenón.

Deucalión y Pirra son los protagonistas del mito griego equivalente al diluvio universal.
Prometeo, al traer el fuego del cielo a los hombres, es el principal héroe civilizador, pero muchos otros héroes griegos lo son en alguna medida (Hércules, Teseo, Perseo, Edipo, etc.)
Otros personajes enseñan a los hombres la agricultura o distintos alimentos (Cécrope, frente a la bestialidad de Licaón).
El mito de Ixión representa el primer ejemplo de un asesino que se ha convertido en impureza a causa de su crimen, por lo que requiere una purificación por la catarsis.

## Mitos romanos
La fundación de Roma se le atribuye a los hermanos gemelos Rómulo y Remo, abandonados al nacer y criados por una loba (la loba capitolina o Luperca). Tras considerar distintos auspicios, trazaron con un arado el curso de las futuras murallas, y juraron matar a quien las desafiase. Remo lo hizo, y Rómulo le mató.

## Mitos tartésicos
La dinastía primordial tartésica de Gárgoris y Habis es descrita en las fuentes romanas (Filípicas de Trogo Pompeyo) con los elementos típicos del héroe civilizador y legislador.

## Mitos precolombinos
Unas veces el Creador, el Ancestro, el Héroe civilizador y el Transformador son un uno y único personaje, mientras que en otros casos se dividen el trabajo y solo están unidos por lazos de parentesco. En fin, el Héroe civilizador puede concebirse bajo forma humana o como un animal...
Se han convertido en el centro de ciclos míticos que son a la vez cosmogonías, historias naturales y anales tribales.

## Mitos vascos
Distintos personajes, como Aitor (según los textos de Augustin Chaho y Francisco Navarro Villoslada), o San Martinico (según los textos recogidos por Miguel Barandiarán), son héroes civilizadores en la mitología vasca.